# Franziskanerkloster Jauer

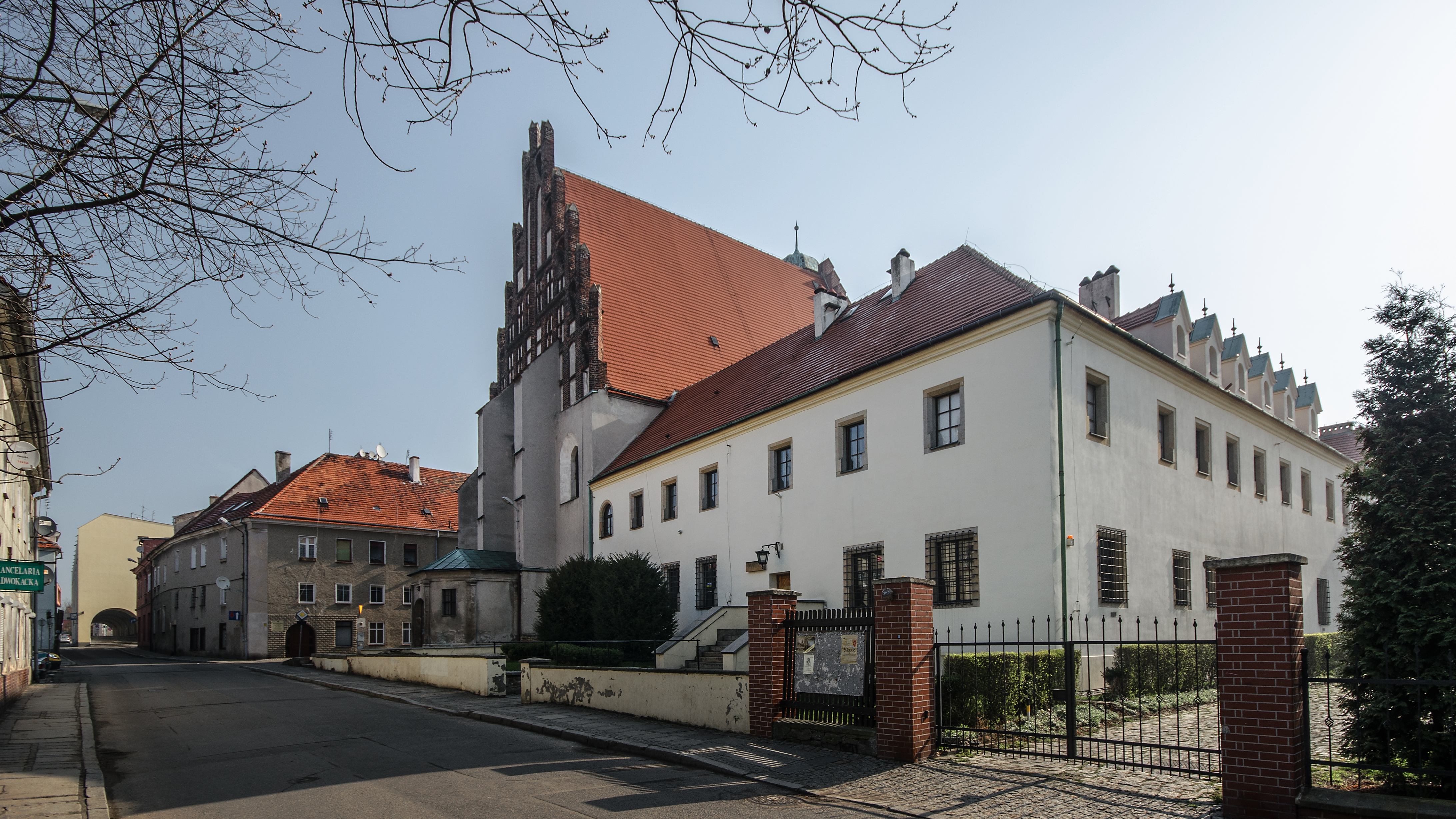
Ehemalige Klostergebäude und -kirche des Franziskaner-Observantenkonvents

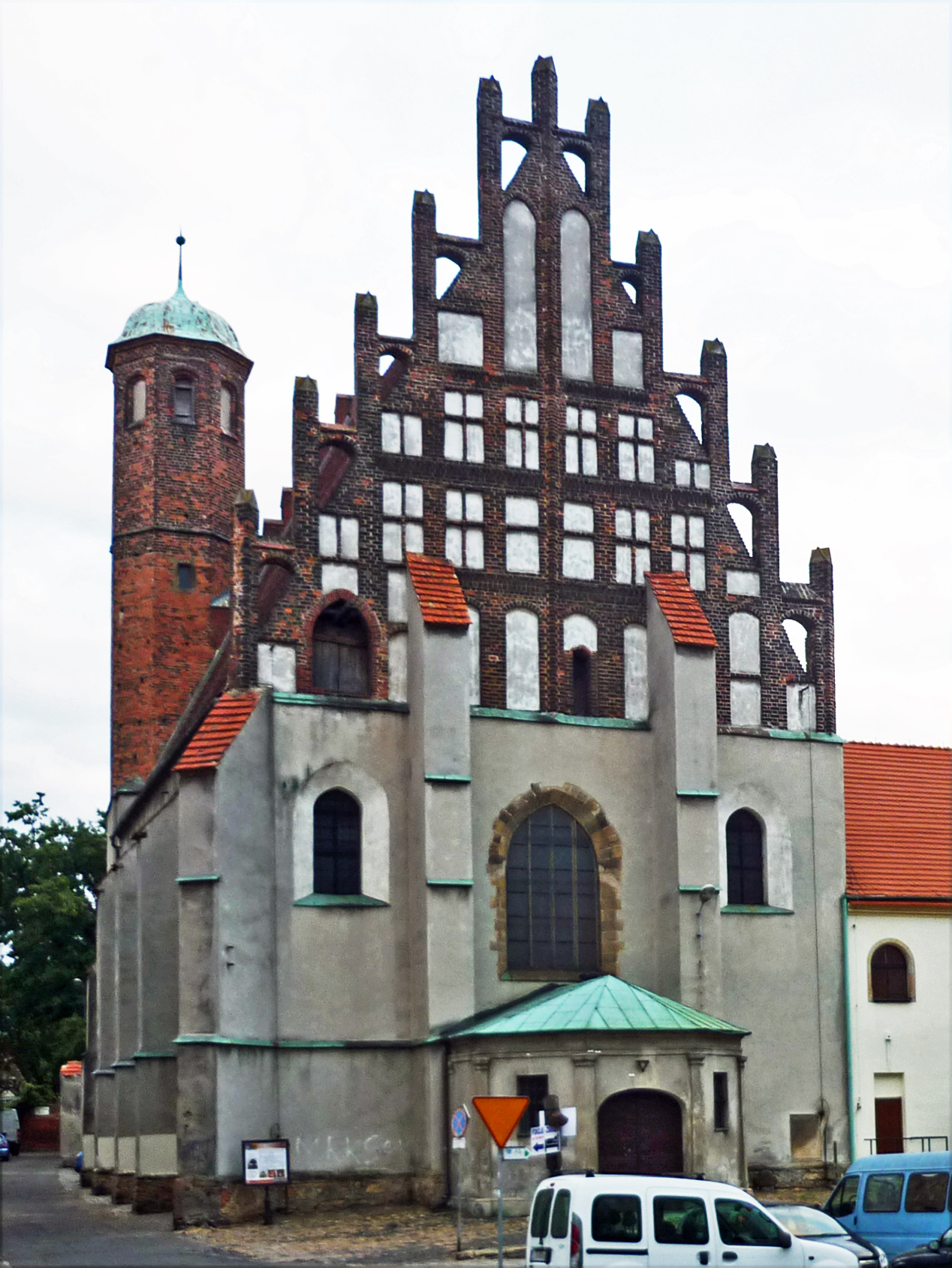
Ehemalige Klosterkirche, Westseite

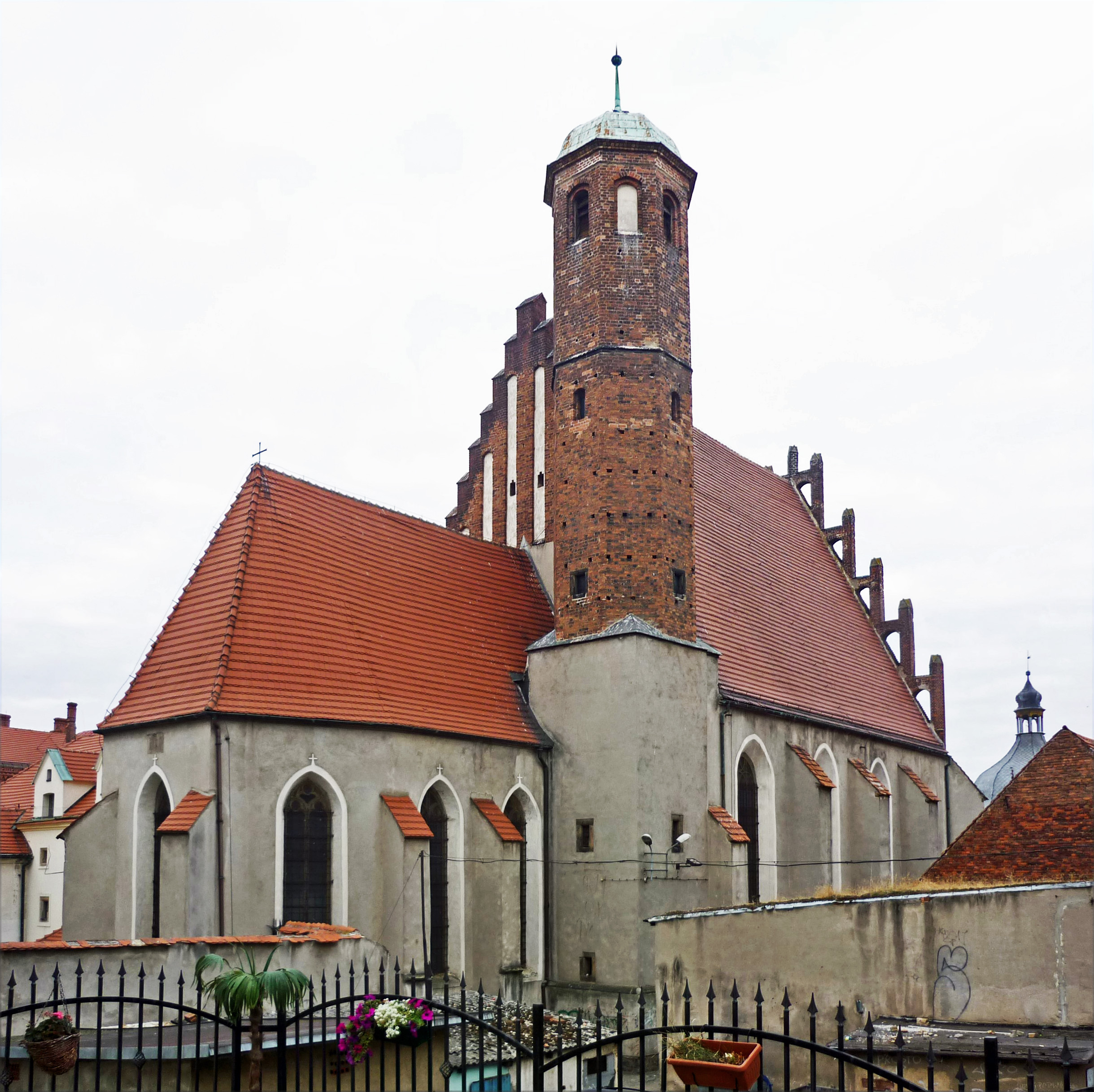
Ostseite Chor

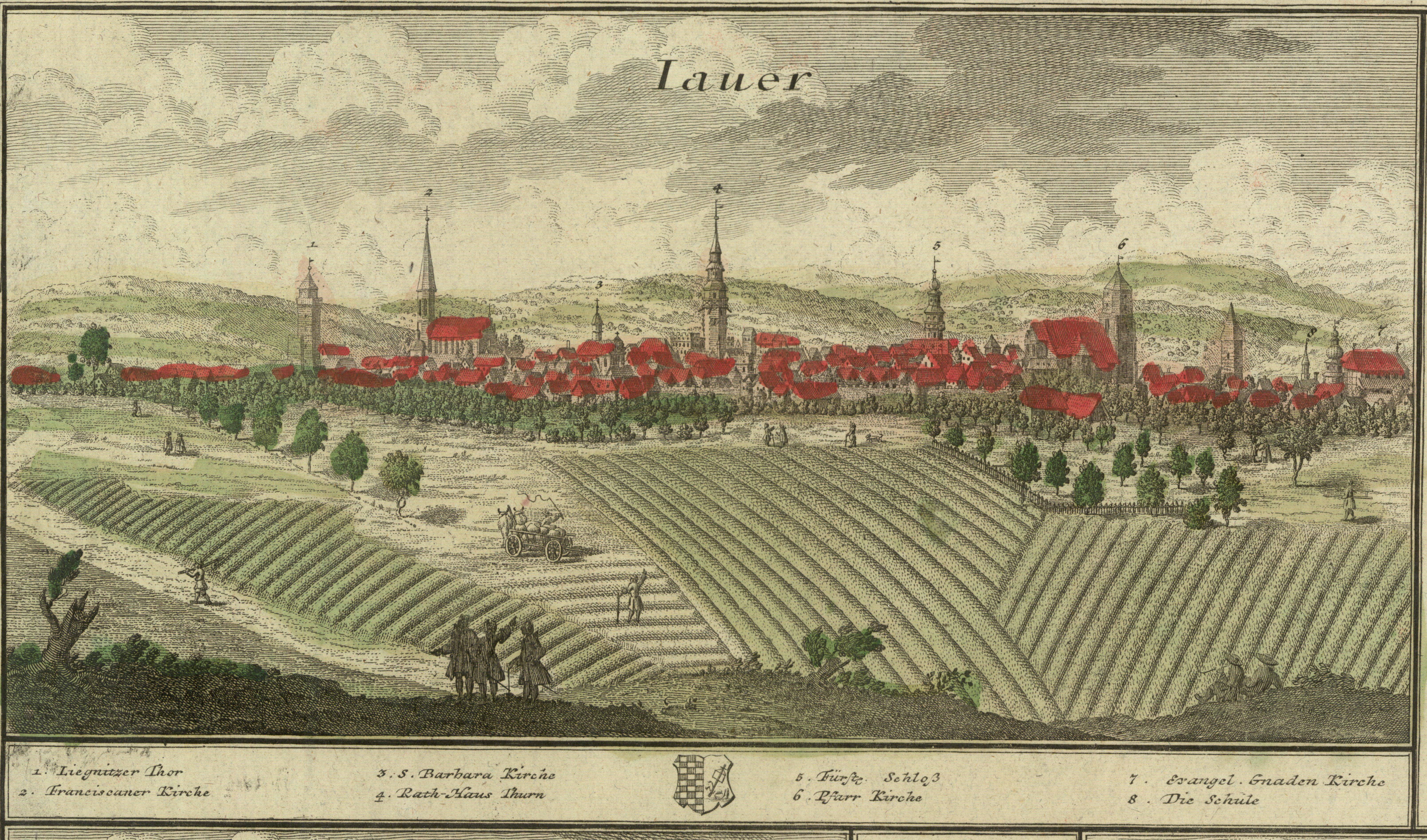
Panorama der Stadt Jauer um 1735, gezeichnet von Friedrich Bernhard Werner: Scenographia Urbium Silesiae. Tab. VIII

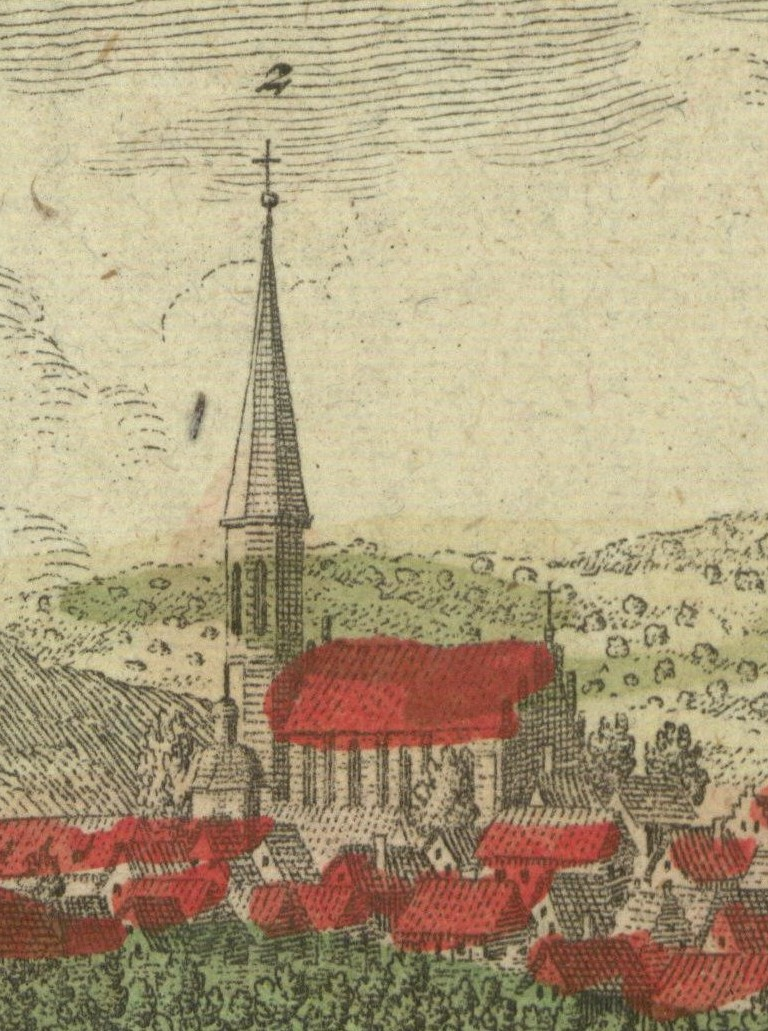
Franziskanerklosterkirche, Ausschnitt, gezeichnet von Friedrich Bernhard Werner: Scenographia Urbium Silesiae. Tab. VIII

Das Franziskanerkloster Jauer war eine Niederlassung der Ordensgemeinschaft der Franziskaner(-Observanten) in der Stadt Jauer im böhmischen Erbfürstentum Schweidnitz-Jauer in Schlesien, seit 1945 in der Stadt Jawor in der Woiwodschaft Niederschlesien (Polen). Das Kloster wurde 1485 durch Franziskaner-Observanten des Böhmischen Franziskaner-Observantenvikariats gegründet. Mit dem Einzug der Reformation um 1526 hatte das Kloster kaum noch Nachwuchs; 1542 wurde das Kloster noch von acht alten Ordensbrüdern bewohnt. 1556 übergab der letzte Ordensbruder die Klostergebäude dem Magistrat der Stadt Jauer. Bereits 1608 quartierten sich zwei böhmische Minoriten ohne obrigkeitliche Genehmigung in den Gebäuden ein. 1639 kehrten Franziskaner(-Observanten) der Böhmischen Franziskanerprovinz zurück und übernahmen wieder die Klostergebäude und -kirche. 1810 wurde das Kloster säkularisiert.

## Lage
Das Kloster lag am südöstlichen Rand der Altstadt von Jauer nahe der Stadtmauer.
Die Klosterkirche hatte das Patrozinium Maria Himmelfahrt und Hl. Andreas. Die barocken Klostergebäude und die gotische Klosterkirche stehen unter Denkmalschutz. Sie beherbergen heute das Regionalmuseum Jawor.

## Geschichte
Nach Johannes Heyne sollen den Franziskaner-Observanten schon während der Regierung des böhmischen Königs Georg von Podiebrad (1458 bis 1471) zwei Häuser in Jauer überwiesen worden sein, zur Wohnung und Einrichtung einer Kapelle. Allerdings kam es (noch) nicht zur Errichtung eines Klosters.
Lucius Teichmann vermutet, dass ein Sohn der Stadt, P. Alexander aus Jauer (1483 bis 1486 Provinzvikar des böhmischen Observantenvikariats), einer der zwei Initiatoren der Niederlassung in Jauer gewesen war. Der zweite wichtige Mann bei der Gründung war wohl Johann Filipec, Bischof von Großwardein (heute Oradea, Rumänien). Er war ab 1472 Berater des ungarisch-böhmischen Königs Matthias Corvinus. 1480 war er auch Oberlandeshauptmann in Schlesien, 1481 wurde er zum Statthalter des böhmischen Erbfürstentums Schweidnitz-Jauer ernannt. 1490 resignierte er die Bischofswürde von Großwardein. Er stiftete 1491 auch das Franziskanerkloster in Ungarisch Hradisch in der Mährischen Slowakei. 1492 trat er selber in den Franziskanerorden ein.
Papst und Breslauer Bischof gaben ihr Placet zur Klostergründung, da verzögerte der Ortspfarrer den Klosterbau durch seinen Einspruch. Allerdings griff nun der böhmische König in das Verfahren ein und gab den Befehl, den Baubeginn nicht weiter zu verzögern. Lucius Teichmann sieht hinter dem Machtwort des Königs seinen Berater Johann Filipec, der den Klosterbau wohl auch weitgehend finanzierte. Über den Baubeginn gibt es in der Literatur unterschiedliche Angaben.
Nach Lucius Teichmann liegen keine Jahreszahlen über den Baubeginn und die Vollendung der Konventsgebäude und der Klosterkirche vor. Nach ihm soll der Klosterbau wahrscheinlich 1488 begonnen worden sein. Cavalli nennt nach Wadding das Jahr 1489 als Gründungsjahr.
Nach Johann Heyne ließen Bischof Johann Filipec und der Rat der Stadt Jauer 1485 auf einem von der Stadt Jauer gestellten Geländestreifen an der Mauer einen „geräumigen Platz auf der Albrechtsgasse zwischen dem Hainauer und Striegauer Tor“ zur Erbauung eines Klosters abstecken. 1486 soll mit dem Bau von Klosterkirche und Konventsgebäude begonnen worden sein. Aufgrund der von Bischof Johann Filipec gespendeten Geldmittel sowie der freiwilligen Beiträge der Bürgerschaft und der von der Bürgerschaft geleisteten Hand- und Spanndienste war der Klosterbau bereits 1489 vollendet. Die feierliche Weihe der Klosterkirche erfolgte am 11. Oktober 1489 im Beisein des damaligen Landeshauptmanns von Schlesien, Herzog Kasimir II. von Teschen. Eie Einweihung vollzog Johann Filipec, Bischof von Wardein.
Die Urkunde zur Gründung und zum Bau des Klosters wurde aber erst 1492 ausgestellt. In der Urkunde wurden zugleich auch die Benutzung des Weges entlang der Stadtmauer durch die Stadt und die Nutzung des Mauerturmes durch das Kloster klar geregelt.
Der erste Guardian des neuen Klosters soll Alexander von Jauer gewesen sein. Er starb dann am 24. Juli 1494 in Breslau. Alexander von Jauer war von 1483 bis 1486 Provinzvikar des böhmischen Observantenvikariats, und dann von 1491 bis 1492 und wieder von 1493 bis 1495 Definitor des Provinzvikars.

### Das vorläufige Ende des Klosters
Die Reformation hielt früh Einzug in Jauer. Schon 1526 erhielt ein evangelischer Pfarrer die Stadtpfarrkirche St. Martin. Das Kloster konnte sich zwar noch viele Jahre halten, jedoch fehlte es an Nachwuchs. 1542 lebten noch acht ältere Ordensbrüder im Kloster; das Ende des Klosters war also abzusehen. Doch so lange wollte die Stadt nicht warten. Sie stellte in diesem Jahr den Antrag zur Übernahme des Klosters. Die Regierung in Prag lehnte den Antrag aber ab, ebenso einen zweiten und dritten Antrag 1544 und 1545.
Zehn Jahre später befürwortete auch der Breslauer Bischof Balthasar von Promnitz die Umwandlung des fast leerstehenden Konventsgebäudes in ein Armenhaus. Am 5. Dezember 1555 stimmte König Ferdinand als böhmischer König der Aufhebung des Klosters zu. Der letzte Ordensbruder, ein Bruder Hans, der noch im Kloster lebte, packte die Liturgischen Geräte in eine Kiste und übergab sie 1556 dem Magistrat zu treuen Händen. Der Bürgermeister erhielt die Hausschlüssel, und dann verließ er Jauer, wohin ist nicht bekannt. Die bischöfliche Zustimmung zur Umwandlung in ein Armenhaus war mit einer Rückgabeverpflichtung verknüpft, sollte der Orden nach Jauer zurückkehren.
Nach Johann Heyne wurde der Gebäudekomplex zunächst auch als Landtagsgebäude und dann als Schule genutzt. Die Klosterkirche wurde als evangelische Kirche genutzt.

### Die Wiederbesiedlung des Klosters
Bereits 1608 hatten sich zwei böhmische Minoriten ohne kirchlichen oder staatlichen Auftrag bzw. ohne Erlaubnis in den Klostergebäuden einquartiert. 1638 erhielt der Landeshauptmann von Schweidnitz-Jauer, Georg-Ludwig von Starhemberg die Erlaubnis des böhmischen Landesherrn Ferdinand III. das Kloster an die böhmische Franziskanerprovinz zurückzugeben. Am 23. Januar 1639 übergab er mit dem päpstlichen, kaiserlichen und bischöflichen Placet die Schlüssel des Hauses an den Kustos der böhmischen Franziskanerprovinz und Guardian P. Bonaventura Orlik in Neisse. Zwei Priesterbrüder und zwei Laienbrüder zogen wieder in das Kloster ein. Der letzte in Kloster wohnende Minoritenbruder P. Bonaventura Brandelius trat zum Franziskanerorden über.
In der Zeit nach dem Dreißigjährigen Krieg wurde das Kloster mit der Verwaltung und der Rekatholisierung der Bevölkerung von zwei Pfarreien (die Namen sind nicht bekannt) betraut.

### Siegel
Das Siegel (von 1690) zeigte die Aufnahme Mariens in den Himmel umgeben von Engeln. Die Umschrift lautete: SIGILLUM CONVENTUS JAVORIENSIS B. V. M. IN COELOS ASSUMPTAE FRAT. MIN. REFORM:
1706 schlug im Rathaus ein Blitz ein, der ein Feuer auslöste. Bei den Aufräumarbeiten fand man die Holzkiste mit Kirchengeräten wieder, die 1556 der letzte Ordensbruder Hans dem Magistrat übergeben hatte. Sie enthielt fünf Kelche, zwei Patenen und ein silbernes Reliquiar. Am 4. Februar 1706 wurden die Kirchengeräte im Rahmen einer kleinen Feier dem Kloster wieder übergeben.

### Streit mit dem Stadtpfarrer
1720 kam es zu einem Streit zwischen dem Stadtpfarrer, Erzpriester Caspar Scribanus, und dem Kloster, der sich über fast zehn Jahre hinzog. Der Pfarrer beklagte sich beim bischöflichen Amt in Breslau über das Kloster wegen unberechtigten Beichthörens. Nach der Stellungnahme des Klosters folgte eine erneute Beschwerde des Pfarrers und wiederum eine Stellungnahme des Klosters. Daraufhin schaltete sich der Betroffene, Senator Ignaz Beer ein, der mit seinen Ausführungen vom 21. August 1729 zum Vorfall schließlich den Streit beenden konnte. Dieser Streit scheint jedoch ein Einzelfall gewesen zu sein. Bereits der Nachfolger des Stadtpfarrers, Christoph Thienst, hatte 1740 das Amt des Apostolischen Syndikus beim Kloster übernommen.

### Die Klosterkirche als Begräbniskirche
In den Grüften der Klosterkirche wurden von 1662 bis 1759 50 Brüder, 18 Laien und sechs Terziarinnen beigesetzt.

### Preußische Zeit
1740 eroberte Friedrich II. Schlesien, und mit dem Frieden von Berlin kam Schlesien 1742 an Preußen. In den 1750er Jahren drängte Friedrich II. auf die Loslösung der schlesischen Klöster sämtlicher Orden von den jeweiligen Mutterprovinzen in Österreich, Böhmen und Mähren. 1755 entsprach der Generalminister der Franziskaner seiner Forderung und bildete aus den in Preußisch-Schlesien gelegenen Franziskanerklöstern der Böhmischen Ordensprovinz eine neue Schlesische Franziskanerprovinz zur hl. Hedwig, der nun auch das Kloster in Jauer angehörte.

### Zuchthaus-Seelsorge
Am 29. Mai 1750 übertrug die Königlich Preußische Kriegs- und Domänenkammer in Glogau dem Franziskanerkloster in Jauer den Seelsorgsauftrag für die im Zuchthaus in Jauer einsitzenden Katholiken. Sie sollten dort „die gewöhnliche Messe lesen, eine ordentliche Predigt halten, die Kranken besuchen und mit den üblichen Sakramenten versehen“. Das Entgelt betrug jährlich 10 Taler und wurde aus der Zuchthauskasse finanziert.

### Die Aufhebung des Klosters
Mit dem Säkularisationsedikt König Friedrich Wilhelms III. vom 30. Oktober 1810 wurde das Franziskanerkloster Jauer wie auch die neun anderen Franziskanerklöster in (Preußisch-)Schlesien vom preußischen Staat eingezogen und verstaatlicht. Damit erlosch auch die schlesische Provinz zur Hl. Hedwig des Franziskanerordens. Bei der Aufhebung des Klosters am 23. November 1810 (Säkularisation) lebten im Kloster noch der Obere, fünf Geistliche und fünf Laienbrüder.
Das Gesamtvermögen des Klosters wurde auf 13.259 Reichstaler geschätzt, dazu trug allein der Grundbesitz 10.240 Reichstaler bei.

### Nachnutzung
1811 wurde die Kirche des Franziskanerklosters bereits zum Verkauf ausgeschrieben. Nach Lucius Teichmann erwarb die Stadt Jauer die Kirche für 500 Taler. Der Kaufpreis wurde aber gegen eine gleich hohe Forderung der Stadt an den Fiskus verrechnet. 1820 kaufte der Staat die Kirche für 2500 Taler wieder zurück und nutzte sie als Zeughaus für die Landwehr. Die Konventsgebäude wurden zu einem Gefängnis umgebaut. 1964 wurde in den Konventsgebäuden das Regionalmuseum untergebracht. In der Klosterkirche ist sakrale Kunst ausgestellt. Außerdem wird der Raum für wechselnde Kunstausstellungen genutzt.

### Klosterobere und andere Klosterämter
Der Guardian war der Vorsteher  (oder Oberer) des Klosters. Er wurde auf dem Provinzkapitel gewählt. Die Amtszeit betrug in der Regel drei Jahre, eine Wiederwahl war möglich. Allerdings konnten auch auf Zwischenkapiteln neue Guardiane gewählt oder bestätigt werden, die somit kürzere Amtszeiten hatten. Die geklammerten Zahlen in der Tabelle sind lediglich Nachweise, nicht der Zeitpunkt der Ernennung (oder Dauer der Amtszeit). Der Stellvertreter des Guardians war der Vikar. In kleineren Klöstern war der Präses (oder Praesidens) der Vorsteher (oder Obere). Er wurde vom Provinzial ernannt und fungierte besonders in den ersten Jahren einer Klosterneugründung als Klostervorsteher. 
| Amtszeit                      | Guardian/Klosteroberer                                                                           | Sonstige Ämter und Anmerkungen |
| ----------------------------- | ------------------------------------------------------------------------------------------------ | --- |
| 1639 bis 1643                 | Ludovicus Brios                                                                                  | Praesidens! er war 1634 bis 1636 Guardian in Pilsen |
| 1643 bis 1644                 | Bonaventura Agricola                                                                             | Praesidens! |
| 1644 bis 1646                 | Severus Herbst                                                                                   | erster Guardian! er war 1644 Guardian in Kremsier, 1647 bis 1649 Guardian in Kaaden, 1652 bis 1656 Guardian in Znaim, 1656 bis 1657 Guardian in Neisse |
| 1646 bis 1650                 | Ludovicus Sartorell                                                                              | er war 1630 bis 1632 Guardian in Neisse, 1641 bis 1643 Guardian in Neuhaus, 1650 bis 1651 Guardian in Kaaden |
| 1650 bis 1651                 | Andreas Wancke                                                                                   | er wurde 1657 erneut zum Guardian gewählt, 1651 bis 1655 Guardian in Glogau, 1659 bis 1661 Guardian in Tachau, 1665 bis 1666 Guardian in Neisse |
| 1651 bis 1652                 | Joannes Capistranus de Vos                                                                       | er war 1643 bis 1644 Guardian in Neuhaus, 1647 bis 1649 Guardian in Pilsen, 1649 bis 1650 Guardian in Kaaden, 1650 bis 1651 Guardian in Neuhaus, 1653 bis 1655 Guardian in Prag, 1656 bis 1657 Guardian in Olmütz, 1657 bis 1659 Guardian in Tachau                                                           |
| 1653 bis 1656                 | Melchior Beck                                                                                    | er wurde 1659 und 1668 erneut zum Guardian gewählt, 1656 bis 1659 Guardian in Glatz |
| 1656 bis 1657                 | Honoratus Kuntze                                                                                 | er war 1649 bis 1650 Guardian in Bechin, 1651 bis 1652 Guardian in Znaim, 1652 bis 1655 in Kaaden, 1655 bis 1656 Guardian in Tachau |
| 1657 bis 1659                 | Andreas Wancke                                                                                   | zweite Amtszeit |
| 1659 bis 1662                 | Melchior Beck                                                                                    | zweite Amtszeit |
| 1662 bis 1664                 | Dominicus Rismann                                                                                | |
| 1664 bis 1665                 | Theodorus Fischer                                                                                | er war 1656 bis 1657 Guardian in Znaim |
| 1665 bis 1666                 | Melchior Beck                                                                                    | dritte Amtszeit |
| 1666 bis 1668                 | Adolphus Faustmann                                                                               | |
| 1668 bis 1670                 | Melchior Beck                                                                                    | vierte Amtszeit |
| 1670 bis 1673                 | Alexander Peipe                                                                                  | er war 1657 bis 1662 Guardian in Kaaden, 1666 bis 1668 Guardian in Prag, 1669 bis 1670 Praesidens in Arnau, 1675 bis 1676 Guardian in Brünn |
| 1673 bis 1675                 | Ivo Mittmann                                                                                     | er war 1661 bis 1662 Guardian in Glogau, 1663 bis 1664 Guardian in Kaaden, 1664 bis 1665 Guardian in Tachau, 1681 bis 1682 Guardian in Neisse |
| 1675 bis 1676                 | Bernhardinus/Bernardus/Bernard/Bernhard Sannig, Silesus Nissensis (* 1637, † 10. September 1704) | 1675 bis 1678 und 1684 bis 1687 Provinzial, 1679 bis 1681 Guardian in Prag |
| 1676 bis 1678                 | Fridericus Dittel                                                                                | er war 1663 bis 1664 Guardian in Bechin, 1668 bis 1669 Praesidens in Arnau, 1673 bis 1674 Guardian in Schlan, 1675 bis 1676 Guardian in Neuhaus, 1687 bis 1688 Guardian in Glogau, 1692 bis 1695 Guardian in Kaaden                                                                                           |
| 1678 bis 1679                 | Norbertus Reinoldt                                                                               | er war 1681 bis 1682 Guardian in Leobschütz |
| 1679 bis 1681                 | Ildephonsus Werner                                                                               | er war 1682 bis 1683 Guardian in Troppau, 1683 bis 1684 Guardian in Brünn, 1693 bis 1696 Guardian in Breslau |
| 1681 bis 1682                 | Martinus Rock                                                                                    | er war 1685 bis 1690 Guardian in Trübau |
| 1682 bis 1683                 | Rodericus Lefter                                                                                 | |
| 1683 bis 1685                 | Martinus Rock                                                                                    | zweite Amtszeit |
| 1685 bis 1687                 | Damianus Jüttner                                                                                 | er war 1679 bis 1681 Guardian in Leobschütz, 1682 bis 1683 Guardian in Glogau, 1684 bis 1685 Guardian in Glatz, 1688 bis 1690 Guardian in Znaim, 1690 bis 1691 Guardian von Brünn, 1701 bis 1702 Guardian in Schlan, 1703 bis 1704 Guardian in Namslau                                                        |
| 1687 bis 1689                 | Antonius Judenfeindt                                                                             | er war 1668 bis 1669 Praesidens in Leobschütz, 1670 bis 1672 und 1682 bis 1685 Guardian in Schlan, 1674 bis 1675 Guardian in Prag, 1678 bis 1681 Guardian in Kremsier, 1689 bis 1690 Guardian in Glogau, 1693 bis 1694 Guardian in Pilsen, 1696 bis 1698 Guardian in Kaaden, 1698 bis 1699 Guardian in Tachau |
| 1689 bis 1690                 | Franciscus Niber                                                                                 | er war 1672 bis 1673 Guardian in Schlan, 1674 bis 1676 Guardian in Bechin, 1678 bis 1681 Guardian in Pilsen, 1684 bis 1686 Guardian in Prag, 1686 bis 1687 Guardian in Brünn, 1690 bis 1691 Guardian in Glogau, 1692 bis 1693 Guardian in Troppau                                                             |
| 1690 bis 1691                 | Emericus Breier                                                                                  | |
| 1691 bis 1693                 | Antonius Judenfeindt                                                                             | zweite Amtszeit |
| 1693 bis 1694                 | Eustachius Palma                                                                                 | er war 1676 bis 1677 Guardian in Bechin, 1678 bis 1679 Guardian in Neuhaus, 1692 bis 1693 Guardian in Wotitz |
| 1694 bis 1695                 | Hugolinus Antosch                                                                                | er war 1692 bis 1693 Guardian in Znaim, 1695 bis 1698 und 1699 bis 1700 Guardian in Pilsen |
| 1695 bis 1696                 | Anselmus Unru                                                                                    | er war 1697 bis 1698 Guardian in Schlan, 1698 bis 1699 Guardian in Kaaden |
| 1696 bis 1697                 | Thaddaeus Rösner                                                                                 | 1683 bis 1684, 1685 bis 1688, 1691 bis 1693 und 1700 bis 1703 Guardian in Namslau, 1690 bis 1691 Guardian in Leobschütz, 1695 bis 1696 Guardian in Trübau, 1696 bis 1697 Guardian in Jauer, 1698 bis 1699 Guardian in Troppau                                                                                 |
| 1697 bis 1699                 | Brictius Rauch                                                                                   | er war 1696 bis 1697 Guardian in Troppau, 1697 bis 1699 Guardian in Jauer, 1701 bis 1704, 1705 bis 1707, 1710 bis 1713, 1714 bis 1716, 1719 bis 1722 und 1724 bis 1727 Guardian in Glatz, auch Definitor |
| 1699 bis 1700                 | Anselmus Unru                                                                                    | zweite Amtszeit |
| 1700 bis 1701                 | Hugolinus Antosch                                                                                | zweite Amtszeit |
| 1701 bis 1702                 | Innocentius Pawel                                                                                | er war 1699 bis 1700 Guardian in Arnau, 1701 bis 1702 Guardian in Jauer, 1702 bis 1703 Guardian in Breslau, 1703 bis 1704 Guardian in Tachau |
| 1702 bis 1702                 | Damianus Jüttner                                                                                 | zweite Amtszeite |
| 1703 bis 1705                 | Marcus Habermann                                                                                 | er war 1689 bis 1690 Guardian in Schlan, 1691 bis 1693, 1697 bis 1698 und 1699 bis 1702 Guardian in Leobschütz, 1693 bis 1694 Guardian in Namslau, 1695 bis 1697 Guardian in Brünn |
| 1705 bis 1706                 | Seraphinus Ettrich                                                                               | Guardian |
| 1706 bis 1709                 | Wolffgangus Promberger                                                                           | er war 1700 bis 1701 Guardian in Glogau, 1710 bis 1713 Guardian in Leobschütz, 1714 bis 1717 Guardian in Arnau |
| 1709 bis 1711                 | Bruno Christoph                                                                                  | er war 1706 bis 1707 Guardian in Glogau, 1708 bis 1709 Guardian in Breslau, 1709 bis 1711 und 1712 bis 1713 Guardian in Jauer, 1716 bis 1717 Guardian in Schlan, 1717 bis 1719, 1720 bis 1723, 1724 bis 1725 und 1729 bis 1732 Guardian in Tachau                                                             |
| 1711 bis 1712                 | Cosmas Zorisch                                                                                   | er war 1703 bis 1704 Guardian in Leobschütz, 1707 bis 1710 Guardian in Troppau, 1711 bis 1712 Guardian in Jauer, 1712 bis 1713 Guardian in Neisse, 1716 bis 1719 Provinzial |
| 1712 bis 1713                 | Bruno Christoph                                                                                  | zweite Amtszeit |
| 1713 bis 1714                 | Valentin Stricker                                                                                | er war 1701 bis 1702 Guardian in Breslau, 1703 bis 1706 Guardian in Znaim, 1706 bis 1710 Praesidens in Liegnitz, 1711 bis 1712 Praesidens in Goldberg, 1714 bis 1716 Guardian in Brünn |
| 1714 bis 1717                 | Bonifacius Mosel                                                                                 | 1709 bis 1710, 1720 bis 1723 und 1724 bis 1726 Guardian in Glogau |
| 1717 bis 1719                 | Hieronymus Bauer                                                                                 | er war 1714 bis 1715 Guardian in Glogau, 1716 bis 1717 Guardian in Haindorf, 1725 bis 1727 Guardian in Namslau |
| 1719 bis 1720                 | Jovita Legutke († 12. September 1746 in Goldberg)                                                | er war 1721 bis 1724 Guardian in Ratibor, 1726 bis 1729 Guardian in Glogau, 1730 bis 1733 Guardian in Znaim, 1746 bis 1747 Vikar in Goldberg |
| 1720 bis 1721                 | Saturninus Weinschmidt                                                                           | er war 1729 bis 1732 und 1733 bis 1734 Guardian in Namslau, 1734 bis 1736 Guardian in Breslau, 1738 bis 1741 Guardian von Goldberg |
| 1721 bis 1722                 | Rochus Ulbrich                                                                                   | er war 1719 bis 1720 Guardian in Namslau, 1723 bis 1726 Guardian in Prag, 1727 bis 1728 Guardian in Olmütz, 1730 bis 1732 Guardian in Neisse, 1735 bis 1738 Guardian in Glatz, 1739 bis 1741 Guardian in Troppau, 1744 bis 1746 Guardian in Leobschütz                                                        |
| 1722 bis 1723                 | Ludovicus/Ludwig Ruprecht                                                                        | er war 1710 bis 1711 Praesidens in Goldberg, 1722 bis 1723 Guardian in Jauer, 1724 bis 1725 Guardian in Trübau, 1726 bis 1729 Guardian in Leobschütz |
| 1723 bis 1726                 | Arnoldus Sperling                                                                                | er war 1719 bis 1720 Guardian in Kaaden, 1727 bis 1730 Guardian in Glatz, 1731 bis 1732 Guardian in Trübau, 1732 bis 1734 Guardian in Troppau |
| 1726 bis 1727                 | Thomas Breyer                                                                                    | Guardian |
| 1727 bis 1729                 | Coelestinus Zorisch                                                                              | er war 1713 bis 1714 und 1725 bis 1726 Guardian in Leobschütz, 1715 bis 1718 Guardian in Kremsier, 1719 bis 1722 Guardian in Troppau, 1723 bis 1725 Guardian in Znaim, 1727 bis 1729 Guardian in Jauer, 1729 bis 1730 Guardian in Ratibor                                                                     |
| 1729 bis 1731                 | Gratianus Patsch                                                                                 | er war 1725 bis 1726 erster Guardian in Goldberg, 1744 bis 1747 Vikar in Namslau |
| 1731 bis 1734                 | Berardus Heymann/Haymann/Heimann                                                                 | er war 1729 bis 1730 Guardian in Trübau, 1731 bis 1734 Guardian in Jauer, 1736 bis 1738 Guardian in Glogau |
| 1734 bis 1735                 | Amandus Kraus                                                                                    | er war 1720 bis 1721 Guardian in Breslau, 1729 bis 1732 Guardian in Olmütz, 1733 bis 1734 Guardian in Neisse, 1734 bis 1735 Guardian in Jauer, 1735 bis 1736 Guardian in Glogau, 1737 bis 1739 Guardian in Ratibor, 1739 bis 1740 Guardian in Glatz, 1741 bis 1742 Guardian in Troppau                        |
| 1735 bis 1736                 | Vitalis Zimmermann                                                                               | er war 1730 bis 1731Guardian in Trübau |
| 1736 bis 1739                 | Deodatus Strauch                                                                                 | war 1732 bis 1735 Guardian in Goldberg |
| 1739 bis 1742                 | Gratianus Strauch                                                                                | |
| 1742 bis 1743                 | Ericus Glaser                                                                                    | er war 1739 bis 1740 Guardian in Kaaden, 1741 bis 1742 Guardian in Glogau, 1743 bis 1744 Guardian in Troppau, 1745 Guardian in Haindorf |
| 1743 bis ?                    | Augulus Grützner                                                                                 | er war 1737 bis 1738 Guardian in Troppau, 1739 bis 1740 Guardian in Glogau, 1740 bis 1742 Guardian in Glatz |
| (1751) bis (1752)             | Casparus Gebbert                                                                                 | Marcellinus Kuntzel/Güntzel/Küntzel, Vikar |
| (11. Oktober 1753) bis (1754) | Paulinus Schüttler                                                                               | Schüttler war 1750 bis 1751 Guardian in Leobschütz, Victorinus Pohl, Vikar |
| (1758)                        | Ludovicus Vogdt                                                                                  | Accursius Lux, Vikar |
| (1764)                        | Jurianus/Turianus Keller                                                                         | Keller war 1769 Guardian in Leobschütz, David König, Vikar, Coelianus Klesel, Prediger |
| (1769)                        | David König                                                                                      | Chrysanthus Walther, Vikar, Erasmus Steiner, Prediger |
| (1778)                        | Benedictus Fengler                                                                               | Chrysantus Walther, Vikar, August Gutt, Prediger |
| (1779)                        | Camerarius/Camerinus Ditche/Ditsche                                                              | Ditsche war 1780 Guardian in Leobschütz, Petrus Gruetzner, Vikar, Beneventus Scheffler, Prediger |
| (1780)                        | Bertholdus Bittner                                                                               | Henricus Hillich, Vikar 1789 Guardian in Glatz |
| (1782)                        | Philippus Hirschberger                                                                           | Hirschberger war 1779 Guardian in Liegnitz, Henricus Hillich, Vikar, Sebastianus Hinterwolff, Sonntagsprediger |
| (1789)                        | Philippus Hirschberger                                                                           | Henricus Hillich, Vikar, Victor Wagner, Sonntagsprediger, Augustinus Martini, Festtagsprediger |

## Anmerkung
1. ↑  Nicht von Sternberg wie bei Teichmann.

Koordinaten: 51° 2′ 56,2″ N, 16° 11′ 38,2″ O